# Johann Caspar Ferdinand Fischer
Johann Caspar Ferdinand Fischer (* 6. September 1656 in  Schönfeld bei Falkenau an der Eger; † 27. August 1746 in Rastatt) war ein deutscher Komponist, Organist, Kapellmeister und Musikpädagoge des Barock.

## Leben und Wirken
Fischer stammte aus einer Handwerkerfamilie; sein Vater war Schneidermeister. Er besuchte das im Jahr 1666 gegründete Piaristen-Gymnasium in Schlackenwerth (heute Ostrov), wo er offenbar eine gründliche musikalische Grundausbildung erhalten hat. Nachdem diese Ortschaft die Residenz von Herzog Julius Franz von Sachsen-Lauenburg (Regierungszeit  1666–1689) war, könnte Fischer seinen ersten Kompositions-Unterricht bei den beiden Leitern der Hofkapelle Johann Hönel und Augustin Pfleger erhalten haben, in einer Zeit, in der Fischer als Generalbass-Spieler der Hofkapelle wirkte. Schon der Amtsvorgänger seines Dienstherrn, Herzog Julius Heinrich von Sachsen-Lauenburg (Regierungszeit 1623–1665), hatte begabte Musiker auswärts fortbilden lassen; außerdem haben Beziehungen zum sächsischen Hof bestanden. Somit ist es möglich, dass der Komponist seine makellose Satztechnik in Dresden bei Christoph Bernhard erworben hat. Nachdem in Fischers Orchesterwerken Einflüsse von Jean-Baptiste Lully erkennbar sind (Orchesterbesetzung und formale Gestaltung), dürfte Fischer dessen Werke auf Dienstreisen nach Prag und nach Schloss Raudnitz an der Elbe kennen gelernt haben, wo diese Musik öfter aufgeführt wurde. Als Hofkapellmeister Pfleger Ende der 1680er Jahre verstorben war, wurde Fischer vom Herzog zu seinem Nachfolger ernannt. Dies geht aus den Abrechnungen hervor, in welchen er anlässlich der Hochzeiten der beiden Prinzessinnen (auf Schloss Raudnitz im März und Oktober 1680) als »Sachsen-Lauenburgischer Kapellmeister« tituliert wurde; allerdings wurde bisher kein Dekret über Fischers Bestallung seitens des Herzogs gefunden.
Am 26. August 1691 heiratete Fischer in Sankt Joachimsthal die fast 18 Jahre jüngere Maria Franziska Macasin; hier und bei den Taufeinträgen der ersten beiden Kinder (1693 und 1695) wird Fischer als »Hoch Fürstlicher Capellmeister« bezeichnet, beim Taufeintrag des dritten Kindes (1697) als »Hochfürstlicher marggrafl. Capellmeister«. Während seiner Zeit in Schlackenwerth bis 1705 ließ der Komponist vier Kompositionszyklen drucken, die der markgräflichen Familie, dem Großmeister des Kreuzherrenklosters in Prag und Abt Raimund Wilfert II. vom Prämonstratenser-Kloster in Tepl bei Marienbad gewidmet waren. Der Augsburger Domorganist Johann Speth hat dem dortigen Domkapitel und dem Augsburger Kollegiatstift St. Moritz Kompositionen von Fischer vor deren Veröffentlichung angeboten und gleichzeitig seine eigene Korrektoren-Tätigkeit erwähnt; auf diese Weise kam die Verbindung des Komponisten zu dem Verlag Lorenz Kroniger und Gottfried Göbels Erben zustande. Nachdem Fischers erste Ehefrau Anfang Juni 1699 verstorben war, heiratete er Anfang 1700 Anna Franziska; das erste der drei Kinder aus diese Ehe wurde am 2. Dezember 1700 getauft. Diese Ehe währte 32 Jahre bis zum Tod von Anna Franziska Fischer am 27. März 1732.
Nachdem das Residenzschloss von Baden-Baden im Pfälzischen Erbfolgekrieg zerstört worden war, regierte Markgraf Ludwig Wilhelm von Baden-Baden zunächst von Schlackenwerth aus, verlegte dann (um 1700) die Residenz nach Rastatt und ließ im Herbst 1705 den Hof dorthin übersiedeln; allerdings wurden Hofkapelle und Kapellmeister nicht mitgenommen, weil der Hofstaat in den Kriegsjahren eingeschränkt werden musste. Dadurch geriet Fischer in wirtschaftliche Bedrängnis; auch sein Haus- und Grundbesitz in Schlackenwerth mögen ein Grund gewesen sein, dass er sich nicht anderswo bewerben wollte. Eine Wende in dieser Situation wurde durch die Gründung des Rastätter Piaristenklosters im Herbst 1715 herbeigeführt. Nach dem Frieden von Rastatt im Jahr 1714 konnte die inzwischen verwitwete Markgräfin an die Vervollständigung des Hofstaates herangehen. Fischer wurde am 25. Oktober 1715 erneut angestellt; seine Aufgaben waren die Leitung der Hofkapelle, der Musikunterricht der fürstlichen Kinder und der Gesangsunterricht am Piaristen-Gymnasium, darüber hinaus gehörten Kompositionen für die Gottesdienste und Hof-Festlichkeiten sowie für Schulspiele zu seinen Verpflichtungen. Die Musiken hierzu gelten als verschollen, nur die Texte sind teilweise erhalten geblieben. In den Memorabilia wurden die Leistungen des Schulchors unter Fischer wiederholt gerühmt. Als in den Jahren 1720 bis 1723 die Rastatter Hofkirche gebaut wurde, wurde er wegen der Gestaltung der Orgel um Rat gefragt; erhalten geblieben ist sein Gutachten aus dem Jahr 1740 über die notwendige Reparatur des Instruments. In den über 30 Rastatter Jahren publizierte der Komponist nur eine Kompositionssammlung für Orgel und eine für Cembalo, die bei dem Augsburger Kupferstecher Johann Christian Leopold herauskamen.
In einer Instruction für seine Hofkapelle schrieb Markgraf Ludwig Georg von Baden-Baden am 20. April 1737 unter Punkt 9: »solle […] diese Gdste Verordnung gemacht seyn, daß ernstlich der Capellen Meister, dann der Casimir, Walperth und demnechst der Concert-Meister den Rang haben«; dies bedeutet, dass dem inzwischen 80-jährigen Kapellmeister außer dem Konzertmeister zwei weitere Stellvertreter zugeordnet wurden. Es ist auch möglich, dass Fischer nach dem Ableben seiner zweiten Frau von seiner 1695 geborenen, ledig gebliebenen Tochter Anna Maria versorgt wurde. in dem Matrikeleintrag der Pfarrei St. Alexander in Rastatt heißt es zum Tod des Komponisten nur sehr kurz: »27. VIII. 1746 Casparus Fischer, rite provisus«, während sich in den erhalten gebliebenen Kapellakten keine Erwähnung befindet. Eingetragen ist hier nur die Ernennung des Nachfolgers Franz Ignaz Zwifelhofer (um 1694 bis 1756) ab Neujahr 1747.

## Bedeutung
Johann Caspar Ferdinand Fischer war zunächst nur als Instrumental-Komponist bekannt; erst ab den 1970er Jahren wurde durch die Arbeiten des Musikforschers Rudolf Walter (1918–2009) Fischers Bedeutung als Komponist von kirchlicher Vokalmusik bekannt, und ab 1990 konnte durch Auswertung des Rastatter Piaristen-Superiors der Bereich seiner weltlichen Vokalmusik in sein Gesamtschaffen eingeordnet werden. Es werden in dem Musikarchiv der Prager Kreuzherren weitere Kompositionen Fischers vermutet. Die weltlichen Vokalkompositionen des Meisters sind anscheinend ohne Ausnahme verloren gegangen. Es gibt Berichte über Aufführungen aus den Jahren 1712 und 1719, und es sind Belege für die Aufführungen von szenischen Dialogen vorhanden, teilweise mit Orchester-Zwischenspielen, und zwar anlässlich von Geburtstagen in der Fürstenfamilie bzw. von Hoffesten.
Fischers Messkompositionen weisen ausnahmslos eine meisterhafte Satztechnik auf, die auch Engführungen, Umkehrungen, Vergrößerungen, Verkleinerungen und doppelten Kontrapunkt einschließen. An Kompositionen von Tarquinio Merula oder Giacomo Carissimi erinnern gewisse Ostinato-Abschnitte und andere Teile in seinen Messen und deuten darauf hin, dass Fischer die Werke von norditalienischen und römischen Ordinariums-Komponisten zumindest teilweise gekannt hat. Die Einfügung einer Symphonia in seine Missa Inventionis sanctae crucis kann als Offertoriums-Musik aufgefasst werden – nach dem Vorbild der französischen Messen von André Raison, Marc-Antoine Charpentier oder François Couperin. Die gedruckte Instrumentalmusik Fischers beinhaltet acht Orchestersuiten sowie je zwei Sammlungen mit Klavier- und Orgelmusik. In der Fünfstimmigkeit und in der Verwendung des Bass-Instruments Basse de viol (Bassform der Viola da gamba) zeigt sich Lullys Einfluss. Fischers Sammlungen von Klavierkompositionen haben insofern eine Bedeutung für die Geschichte der Klaviermusik, als hier der Typ der Ballettsuite auf das Klavier übertragen wird; bemerkenswert ist darüber hinaus die nicht festgelegte Anzahl von Sätzen, die freie Satzfolge und die offensichtlich angestrebte Verbindung von tanzartigen und durchgearbeiteten Sätzen.
Die bekannte Orgelmusiksammlung Ariadne musica enthält relativ kurze Präludien und Fugen in 20 Tonarten, wobei ihre Kürze auf die funktionale Verwendung im katholischen Gottesdienst zugeschnitten ist. Themen aus Ariadne musica sind von Georg Friedrich Händel und Johann Sebastian Bach für eigene Werke verwendet worden. Nach Aussage von Carl Philipp Emanuel Bach hat das »kühne Tonarten-Wagnis« der Ariadne seinen Vater Johann Sebastian zur Komposition des Wohltemperierten Klaviers angeregt. Die fünf Ricercare über Kirchenlied-Anfänge im Anhang zu Ariadne musica berücksichtigen die Hauptteile des Kirchenjahres (Advent, Weihnachten, Fastenzeit, Ostern und Pfingsten). Der Komponist verstand es auch, längere Sätze kunstgerecht zu entwickeln, wie aus seinen Gloria- und Credo-Sätzen sowie aus seinen Offertorien und Psalmvertonungen erkennbar ist.
In der deutschen Musikgeschichte des ausgehenden 17. und frühen 18. Jahrhunderts nimmt Johann Caspar Ferdinand Fischer neben Johann Caspar Kerll, Heinrich Ignaz Franz Biber, Georg Muffat, Johann Joseph Fux, Antonio Caldara und Johann Kuhnau einen achtenswerten Platz ein. In seinen kirchlichen Vokalwerken sind italienische, in Orchester- und Klavierwerken französische, und in der Messe über Kirchenlied-Themen sowie in den Orgelwerken deutsche Einflüsse erkennbar; man könnte bei ihm auch, zusammen mit seinem Landsmann Mikuláš František Xaver Wentzely, von einem deutsch-böhmischen Stil sprechen. Seine Kirchenmusik beeinflusste auch die böhmischen Kloster-Komponisten G. W. Jacob, Česlav Vaňura (1694–1736) und Oswald Richter (1687–1737).

## Werke
Geistliche Vokalmusik: Messen
- Missa Sanctae crucis für 8 Singstimmen und Instrumente g-Moll
- Missa Sancti Dominici für 4 Singstimmen und Instrumente d-Moll
- Missa Magnae Expectationis für 4 Singstimmen und Instrumente C-Dur
- Missa Inventionis sanctae crucis für 4 Singstimmen und Instrumente d-Moll
- Missa Sancti Michaelis archangeli für 5 Singstimmen und Instrumente C-Dur
- Missa Sanctae Caeciliae für 5 Singstimmen und Instrumente B-Dur (die Stimme der B-Posaune ist verschollen)
- Missa Sancti Spiritus für 4 Singstimmen und Instrumente c-Moll
- Missa in contrapuncto (»Nun komm, der Heiden Heiland«) für 4 Singstimmen und Instrumente d-Moll

Geistliche Vokalmusik: Psalmen, Offertorien, Introitus und sonstige geistliche Vokalmusik
- Vesperae, seu Psalmi vespertini pro toto anno, für 4 Singstimmen, Instrumente und Basso continuo, Augsburg 1701
- Lytaniae Lauretanae cum annexis IV Antiphonis für 4 Singstimmen, Instrumente und Basso continuo, Augsburg 1711
- Rorate coeli, Introitus für 4 Singstimmen und Instrumente d-moll
- Rorate coeli für 4 Singstimmen und Instrumente d-Moll
- Rorate coeli für 4 Singstimmen und Instrumente d-Moll, 1685
- O crux venerabilis, Offertorium für 5 Singstimmen und Instrumente F-Dur
- Magnus Dominus et laudabilis, Offertorium für 4 Singstimmen und Instrumente C-Dur
- Crux tua Domine magnificata est, Offertorium für 4 Singstimmen und Instrumente F-Dur
- Coelum plaude dulce laude, Offertorium für 4 Singstimmen und Instrumente g-moll
- In dedicatione templi, Offertorium für 4 Singstimmen und Instrumente C-Dur
- Jubilate Deo (Concertus de Sancta Cruce), Offertorium für 4 Singstimmen und Instrumente
- O salutaris hostia für 5 Singstimmen, Violone und Orgel a-moll
- O salutaris hostia für 8 Singstimmen, 2 Violinen, Violone und Orgel
- Ave mundi spes, Maria, Geistlichres Konzert für 2 Soprane, 2 Violinen und Basso continuo
- Ferner ca. 70 weitere (verschollene) Werke (Offertorien auf nicht-liturgische Texte, Ariae für Messen, Hymnen, Marianische Antiphonen, Te Deum, Psalmen und Lauretanische Litaneien), erwähnt in zeitgenössischen Inventaren böhmischer und mährischer Musikarchive.

Weltliche Vokalmusik: Bühnenwerke (Musik verschollen)
- Sing- und klingendes Schnee-Opfer, szenischer Dialog, Rastatt 1717
- Waffen-, Bücher- und Jägerlust, szenischer Dialog, Rastatt 1717
- Huldigungs-Fest der Zeit, Bühnenhandlung mit Musik, Rastatt 1718
- Meleagers Gelübd-mässiges Ehren-Feuer-Opffer, Bühnenhandlung mit Musik, Rastatt 1718
- Erkandte und bereuete Undanckbarkeit Philenae gegen ihren Erlöser Soteriastes, Schuldrama, Rastatt 1719
- Ancaeens zu seiner Ehe-verlobten Alcathose, Bühnenhandlung mit Musik, Rastatt 1721
- Vergnügte Ehe-Liebe in Hochbeglücktester Wiederkunfft, Singhandlung, Rastatt 1721
- Die lobsingende Unschuld, oder Der um den christlichen Glauben unter dem König Abdarameo gemarterte Pelagius, Schuldrama, Horn 1721

Instrumentalmusik
- Le journal du printemps, 8 Ballettsuiten für 5 Streicher und 2 Trompeten ad lib., op. 1, Augsburg 1695
- Les Pièces de clavessin, 8 Suiten für Tasteninstrument (Cembalo), op. 2, Schlackenwerth 1696, 2. Auflage Augsburg 1698 als Musicalisches Blumen-Büschlein
- Ariadne musica neo-organoedum, 20 Präludien und Fugen sowie 5 Ricercare für Orgel, op. 4, Schlackenwerth 1702
- Praeludia et fugae pro organo per 8 tonos ecclesiasticos für Orgel, Augsburg ohne Jahreszahl, Nachdruck als Blumen Strauss […] in 8 tonos ecclesiaticos eingetheilet, Augsburg 1732
- Musikalischer Parnassus, 9 Suiten für Tasteninstrument (Cembalo), Augsburg 1738.

## Ausgaben
- Sämtliche Werke für Klavier und Orgel, hrsg. von E. von Werra, Leipzig 1901
- Le Journal du printems, hrsg. von E. von Werra, Leipzig 1902 (= Denkmäler deutscher Tonkunst Nr. 10), daraus Suiten 3 und 4, hrsg. von W. Woehl, Kassel 1971 und 1976 (= Hortus musicus Nr. 204 und 227)
- Ariadne musica: 1. hrsg. von Ernst Kaller, Mainz 1935 (= Liber organi Nr. 7), 2. hrsg. von D. Townsend, New York 1963
- Blumen Strauß, hrsg. von Rudolf Walter, Altötting 1956 (= Süddeutsche Orgelmeister des Barock Nr. 1)
- The »Musikalisches Blumen-Büschlein«, hrsg. von G. Ch. Mulacek, Denver/Colorado 1965
- Musikalischer Parnassus, hrsg. von H. Ruf und H. Basana, Mainz 1971
- Hymnus-Strophe »O salutaris hostia«, hrsg. von Rudolf Walter, Hilversum 1974
- Missa »Magnae exspectationis«, hrsg. von Rudolf Walter, Zürich 1982
- Missa »Nun komm, der Heiden Heiland«, hrsg. von Rudolf Walter, Wolfenbüttel 1983 (= Das Chorwerk Nr. 134)
- Lytaniae Lauretanae, cum annis IV Antiphonis, hrsg. von Rudolf Walter, Wiesbaden 1986 (= Das Erbe deutscher Musik Nr. 96)
- Missa Dominici, hrsg. von Rudolf Walter, Neuhausen 1987
- Vesperae, seu Psalmi vespertini, hrsg. von Rudolf Walter, Wiesbaden 1991 (= Das Erbe deutscher Musik Nr. 95)
- Geistliches Konzert Ave mundi spes, Maria, hrsg. von Rudolf Walter, Altötting 1995
- Missa Sancti Michaelis, hrsg. von H. P. Eisenmann, Magdeburg 1996
- Missa Sancti Spiritus, hrsg. von H. P. Eisenmann, Magdeburg 1995
- Missa Inventionis Sanctae Crucis, hrsg. von H. P. Eisenmann, Magdeburg 1996
- Offertorium de Dedicatione Templi, hrsg. von H. P. Eisenmann, Magdeburg 1996
- Concertus de Santi Cruce, hrsg. von H. P. Eisenmann, Magdeburg 1996.